# Велики Зигфилд
Велики Зигфилд (енгл. The Great Ziegfeld) је амерички драмски мјузикл филм из 1936. године, који је режирао Роберт З. Ленард, а продуцирао Хант Стромберг. Главне улоге играју Вилијам Пауел као позоришни импресарио Флоренц Зигфилд Млађи, Мирна Лој као Били Берк и Луиза Рајнер као Ана Хелд.
Филм, снимљен у студију Metro-Goldwyn-Mayer у Калвер Ситију, у Калифорнији, у јесен 1935. године, фикционализована је и углађена почаст Флоренцу Зигфилду Млађем и биоскопска је адаптација бродвејских Зигфилдових лудости, са веома разрађеним костимима, плесовима и сценографијама. Многи извођачи позоришних Зигфилдових лудости су глумили у филму, укључујући Фани Брајс и Харијет Хоктор, а права Били Берк је била супервизор филма. Наводно је само сет за песму „A Pretty Girl Is Like a Melody” коштао 220.000 америчких долара, са високом ротирајућом спиралом пречника 21 метар са 175 спиралних степеница, тежине 100 тона. Музику за филм компоновали су Волтер Доналдсон, Ирвинг Берлин и текстописац Харолд Адамсон, са кореографским сценама. Екстравагантне костиме је дизајнирао Адријан, а око 250 кројача и кројачица је требало шест месеци да их припреме користећи 23 килограма сребрних шљокица и 11 метара белог нојевог перја. Преко хиљаду људи је било запослено у продукцији филма, за шта је било потребно 16 колутова филма током монтаже.
Био је један од највећих филмских успеха 1930-их и понос MGM-а у то време, проглашен је за најбољу мјузикл биографију снимљену у Холивуду и још увек остаје стандард у стварању мјузикл филмова. Освојио је три Оскара; за најбољи филм, за најбољу глумицу (Луиза Рајнер) и за најбољу плесну режију, а био је номинован за још четири.
MGM је снимио још два Зигфилдова филма – један под називом Зигфилдова девојка (1941), са Џејмсом Стјуартом, Џуди Гарланд, Хеди Ламар и Ланом Тарнер, који је користио неке снимке из Великог Зигфилда, а други је био Зигфилдове лудости (1946) Винсента Минелија.

## Радња
Син веома цењеног професора музике, Флоренц „Фло” Зигфилд Млађи, жуди да остави свој траг у шоу бизнису. Почиње промоцијом Јуџина Сендоуа, „најјачег човека на свету”, на Светској изложби у Чикагу 1893. године, превазилазећи конкуренцију ривала Џека Билингса и његове популарне атракције, трбушне плесачице Мали Египат, паметним маркетингом (дозвољавајући женама да опипају Сендоуове мишиће).
Зигфилд се враћа свом оцу и младој Мери Лу на Музичком колеџу у Чикагу и одлази у Сан Франциско, где њега и Сендоуа сматрају преварантима након организовања представе у којој је Сендоу требало да се суочи са лавом, који је заспао чим су га пустили из кавеза. Зигфилд путује у Енглеску на прекоокеанском броду, где наилази на Билингса који се смеје новинском чланку који га проглашава преварантом.
Зигфилд открива да је Билингс на путу да потпише уговор са прелепом француском звездом Аном Хелд. Упркос томе што је изгубио сав свој новац коцкајући се у Монте Карлу, Зигфилд шармира Ану да уместо тога потпише уговор са њим, претварајући се да не познаје Билингса. Ана га два пута скоро одбије због његове непристојности и немаштине, пре него што открије да цени његову искреност. Зигфилд обећава да ће јој дати „више публицитета него што је икада сањала” и да ће је представити поред најистакнутијих америчких позоришних извођача.
У почетку, Анин наступ у Хералд Сквер театру се не показује као успешан. Међутим, Зигфилд успева да направи публицитет слањем 20 галона млека Ани сваког дана за њен фиктивни третман лепоте купања у млеку, а затим одбија да плати рачун. Новинске приче убрзо доводе радозналу публику која пуни његово позориште, а Зигфилд представља осам нових извођачица који ће је подржати. Чланови публике коментаришу како млеко чини њену кожу лепом и представа је велики успех. Зигфилд шаље Ани цвеће и накит и поруку у којој пише „била си величанствена моја супруго”, а она пристаје да се уда за њега, размећући се својим новим дијамантима својим колегиницама извођачицама.
Међутим, шоумену један успех није довољан. Има идеју за потпуно нову врсту представе у којој ће се наћи гомила плавуша и бринета, која ће „величати” америчке девојке. Нова представа, Зигфилдове лудости, раскошна продукција испуњена лепим женама и веома екстравагантним костимима и сценографијама, показује се као велики хит, а прати је још верзија Лудости.
Зигфилд покушава да направи звезду од Одри Дејн, која пати од алкохолизма, и намами Фани Брајс из водвиља, обасипајући обе раскошним поклонима. Он такође даје улогу сценском раднику Реју Болџеру. Мери Лу, сада млада жена, посећује Зигфилда, који је у почетку не препознаје, и ангажује је као плесачицу.
Нова продукција узнемири Ану, која схвата да се Зигфилдов свет не врти само око ње, и постаје завидна на пажњи коју он посвећује Одри. Разводи се од њега након што је у погрешном тренутку ухватила Зигфилда и пијану Одри. Одри напушта Зигфилда и представу након љутитог сукоба. Без средстава, Зигфилд позајмљује новац од Билингса по трећи пут за нову представу.
Зигфилд упознаје црвенокосу бродвејску звезду Били Берк и убрзо се ожени њом. Када чује вест, Ана сломљеног срца зове бившег супруга и претвара се да јој је драго због њега. Зигфилд и Били добијају ћерку по имену Патриша.
Зигфилдове нове представе су успешне, али после неког времена, укус јавности се мења и људи почињу да се питају да ли га је прегазило време. Након низа негативних критика у штампи, Зигфилд чује тројицу људи у берберници како говоре да „никада неће произвести још један хит”. Погођен, обећава да ће имати четири хита на Бродвеју у исто време.
Свој циљ остварује, хитовима Пловеће позориште (1927), Рио Рита (1927), Вупи! (1928) и Три мускетара, и улаже преко милион долара своје зараде на берзи. Међутим, крах берзе 1929. га банкротира, приморавајући Били да се врати на сцену.
Потресен преокретом свог финансијског богатства и растућом популарношћу филмова у односу на позоришне представе уживо, озбиљно се разболи. Билингс га посећује пријатељски и њих двојица се слажу да постану партнери у новој, још већој продукцији Зигфилдових лудости. Међутим, реалност је да су обојица без новца и Зигфилд то схвата. У последњој сцени у свом стану са погледом на Зигфилд театар, у полуделиријуму, он се присећа сцена из неколико својих хитова, узвикујући: „Треба ми више степеница, више, више”, пре него што умре у својој столици.

## Улоге
| Глумац         | Улога                 |
| -------------- | --------------------- |
| Вилијам Пауел  | Флоренц Зигфилд Млађи |
| Мирна Лој      | Били Берк             |
| Луиза Рајнер   | Ана Хелд              |
| Френк Морган   | Џек Билингс           |
| Фани Брајс     | себе                  |
| Вирџинија Брус | Одри Дејн             |
| Реј Болџер     | себе                  |
| Ернест Косарт  | Сидни                 |
| Џозеф Которн   | др Зигфилд            |
| Нет Пендлтон   | Јуџин Сендоу          |
| Харијет Хоктор | себе                  |

## Награде

### Оскари
| Награда                  | Исход      | Номиновани                                      |
| ------------------------ | ---------- | ----------------------------------------------- |
| Најбољи филм             | Освојено   | Metro-Goldwyn-Mayer (Хант Стромберг, продуцент) |
| Најбоља глумица          | Освојено   | Луиза Рајнер                                    |
| Најбоља плесна режија    | Освојено   | Симор Феликс – „A Pretty Girl Is Like a Melody” |
| Најбоља сценографија     | Номинација | Седрик Гибонс, Еди Имазу и Едвин Б. Вилис       |
| Најбољи редитељ          | Номинација | Роберт З. Ленард                                |
| Најбоља монтажа          | Номинација | Вилијам С. Греј                                 |
| Најбоља оригинална прича | Номинација | Вилијам Ентони Магвајер                         |